# Лас Вентанас (Петатлан)
Лас Вентанас (шп. Las Ventanas) насеље је у Мексику у савезној држави Гереро у општини Петатлан. Насеље се налази на надморској висини од 980 м.

## Становништво
Према подацима из 2005. године у насељу су живела 3 становника.

### Хронологија
| Година       | 2000 | 2005 |
| ------------ | ---- | ---- |
| Становништво | 7    | 3    |

### Попис
| # | Индикатор                        | Вредност |
| - | -------------------------------- | -------- |
| 1 | Укупно појединачних домаћинстава | 1        |